# 하메스 로드리게스
하메스 다비드 로드리게스 루비오(스페인어: James David Rodríguez Rubio, 1991년 7월 12일, 쿠쿠타 ~)는 하메스 로드리게스(스페인어: James  Rodríguez ˈxamez roˈðɾiɣes[*])로 알려진 콜롬비아의 축구 선수로, 멕시코의 레온 소속이며, 주로 공격형 미드필더나 측면 미드필더를 맡는다.
전성기 시절 하메스는 세계 최고의 미드필더들 중 한 명으로 꼽혔다. 그는 기술력, 시야, 플레이메이커로서의 역량으로 찬사를 받았으며, 같은 국적인 카를로스 발데라마의 후계자로 수식되곤 한다.
하메스는 포르투에서 3년간 활약하며 수 차례 우승 트로피를 들어올리고 개인상을 획득하면서 유럽에서의 인지도를 끌어올렸다. 2014년, 하메스는 €80M에 모나코에서 레알 마드리드로 이적해 라다멜 팔카오가 세운 기록을 갈아치우며 콜롬비아 최고 가치의 축구 선수가 되었고 축구 역사상 가장 이적료가 높은 이적 중 하나를 했다. 그는 2011년 투르누아 에스푸아 드 툴롱에서 콜롬비아의 U-20 대표팀 경기에 처음 출전했다. 이후, 그는 U-20 대표팀의 완장을 차고 2011년 FIFA U-20 월드컵에 참가했다. 대회에서의 활약으로, 그는 20세의 나이에 성인 대표팀으로 처음 불려갔다. 하메스 다비드 로드리게스 루비오는 2014년 FIFA 월드컵에 참가해 득점왕이 되어 골든 슈를 받았고, 같은 대회의 올스타 팀 명단에도 이름을 올렸다. 그는 조국을 대표로 2015년 코파 아메리카와 2016년 코파 아메리카 센테나리오에도 출전했고, 후자의 대회에서는 3위의 성적을 거두었다.

## 클럽 경력

### 엔비가도
쿠쿠타 출신으로, 하메스는 이바게에서 유년을 보냈다. 그는 윌손 하메스 로드리게스 베도야와 마리아 델 필라르 루비오 사이에서 났다. 하메스는 2006년 콜롬비아 2부 리그의 엔비가도에서 시작했고, 2007년에는 소속 구단이 사상 첫 콜롬비아 1부 리그 승격을 경험했다.

### 반피엘드

#### 2008년
2008년, 그는 아르헨티나의 반피엘드에 합류했다. 2009년 2월 7일에는 1군 데뷔전을 치렀고, 2월 27일에는 3-1로 이긴 로사리오 센트랄과의 경기에서 장거리 슛으로 첫 골을 넣었다.

#### 2009년
2009년, 그는 1군 주전직을 확보하여 2009년 아페르투라의 모든 경기에 출전했다. 불과 17세의 나이에, 그는 아르헨티나에서 득점한 최연소 외국인으로 기록되었다. 반피엘드에서의 2호골은 9월 26일, 2-1로 이긴 뉴얼스 올드 보이스전에서 페널티 구역 외곽에서 위쪽 귀퉁이로 차 넣은 것으로, 반피엘드의 사상 첫 아르헨티나 프리메라 디비시온 우승을 도왔다.
2009년 12월, 이탈리아의 우디네세는 코파 리베르타도레스 2010이 종료한 후 하메스에게 €5M으로 책정한 것으로 알려졌다. 그러나, 반피엘드는 "부족하다"며 제의를 거절했다.
2010년 2월 13일, 2010년 클라우수라 경기에서, 하메스는 숙적 라누스를 상대하였고 왼발 발등으로 막판에 2-0으로 앞서나가는 쐐기골을 넣었다. 경기 후 스포츠 일간지 웹사이트 디아리오 올레는 그가 경기에 임하는 방식이 크리스티아누 호날두와 비슷하다 하였고, 그에게 "반피엘드의 제임스 본드"라는 별명을 붙였다.

#### 2010년
2010년 2월 10일, 하메스는 안방에서 2-1로 이긴 멕시코의 모나르카스 모렐리아와의 코파 리베르타도레스 경기에서 대회 첫 골을 기록했다. 하메스는 1주 후에 또다시 빛나는 명성을 쌓았는데, 조별 리그 경쟁 구단인 데포르티보 쿠엔카와의 원정 경기에서 구단의 4번째 득점을 페널티 구역 내에서 왼발로 깔끔하게 성공시켰다. 반피엘드는 적지에서 4-1 완승을 거두었다. 그는 2010년 3월 10일, 코파 리베르타도레스 조별 리그 경기에서 2골로 득점을 계속 이어나갔다. 우루과이의 나시오날과의 원정 경기에서, 하메스는 첫 골을 쇄도해서 머리로 넣고, 다른 한 골을 오른발 페널티킥으로 넣었다. 경기는 2-2 무승부로 끝났다. 18세의 신예는 2010년 4월 29일, 브라질의 인테르나시오나우와의 코파 리베르타도레스 2010 16강 1차전에서도 골을 추가해 반피엘드의 3-1 승리에 일조했다. 이 골로 그는 7경기에서 5골을 기록하게 되었다. 그러나, 하메스의 이 시즌 국제대회에서의 행진은 포르투 알레그리에서 벌어진 2차전에서 0-2로 완패해 원정골에 밀려 탈락하는 것으로 끝났고, 같은 경기에서 하메스는 경고 누적으로 퇴장당했다.

### 포르투

#### 2010–11 시즌
2010년 7월 6일, 하메스는 €5.1M에 FC 포르투로 이적했고, 30%의 지분을 제 3자가 인수했다. 그는 4년 계약을 맺고 €30M의 인수 조항이 책정되었다. 포르투는 이후 10%의 지분을 제 3자에게 매각했다. 7월 18일, 그는 첫 경기를 치러 아약스와의 친선전에서 첫 골을 기록했다. 11월, 포르투는 35%의 지분 (70%의 절반) 을 골 푸트발 룩셈부르크 S.A.R.L.에 €2.5M의 값으로 매각했다.
2010년 12월 , 하메스는 3-1로 이긴 불가리아의 CSKA 소피아와의 경기에서 유럽 대회 첫 골을 넣었다. 하메스는 비토리아와의 2011 타사 드 포르투갈 결승전 결승전에서 해트트릭과 1도움을 기록했는데, 포르투는 6-2 대승을 거두었다. 5월 17일, 포르투는 남아있는 30%의 지분을 €2.25M의 값에 컨버전스 캐피탈 파트너스 B.V.로부터 매입했는데, 이는 그의 지분 절반 이상에 달하는 55%의 지분이다. 6월 13일, 하메스는 5년짜리 새 계약서에 서명하면서 인수 조항이 €45M으로 상향 조정되었다. 출전 경기 횟수는 24번에 그쳤지만 6골을 넣고 8번 도음을 주어 UEFA 유로파리그 우승에 큰 역할을 했다.

#### 2011–12 시즌
2011-12 시즌, 하메스는 포르투에서 14골을 넣고 11번 도움을 주었다. 2011년 하메스는 20세의 나이에 프리메이라리가 2011-12 시즌 LPFP 도약 선수상을 받아, 이 상을 받은 첫 콜롬비아인이 되었다. 그는 SJPF 이달의 선수상을 두 번 받기도 했다. 하메스는 2012년 포르투갈 황금공상도 받았는데, 그는 라다멜 팔카오에 이어 이 상을 받은 콜롬비아 선수였으며, 이 상을 받은 최연소 선수였다. 2011년 9월 20일, 페이렌스와의 리그 경기에서 그는 하비올라를 주먹으로 가격해 벤피카와의 경기에 결장했다.

#### 2012–13 시즌
2012-13 시즌, 하메스는 등번호를 10번으로 바꾸고 주전 선수가 되었다. 같은 콜롬비아 국적의 라다멜 팔카오, 프레디 과린고 브라질의 헐크가 근 2년간 포르투를 떠나면서, 하메스는 예전보다 더 자주 출전하게 되었다. 올랴넨스와의 경기에서, 하메스는 페널티 구역 외곽의 까다로운 각도에서 발등으로 차 넣었다. 같은 경기에서, 그는 같은 국적의 작손 마르티네스에게 전진 패스로 도와 3-2 승리를 전두지휘했다. 하메스는 베이라-마르전에서 처음 두 골을 도운 뒤 세 번째 골을 넣어 4-0 승리를 견인했다. 한 주 후, 하메스는 히우 아브 원정 경기에서 튀어나온 프리킥으로 골을 도왔고, 경기는 2-2 무승부로 끝났다.
UEFA 챔피언스리그 2012-13 조별 리그에서, 그는 프랑스의 파리 생제르맹을 상대로 1-0 결승골을 기록해 포르투를 조 선두로 이끌었다. 며칠 후, 하메스는 경쟁 구단인 스포르팅 리스본과의 경기에서 페널티킥으로 한 골을 추가했다. 2012-13 시즌이 개막된 지 1달도 채 되지 않아 하메스는 SJPF 이달의 선수상을 받았다. UEFA 챔피언스리그 조별 리그 3라운드 경기에서 그는 골을 도와 3-2 승리에 일조했다. 하메스는 2-1로 이긴 이스토릴전에서도 도움을 기록했다.
하메스는 5-0으로 이긴 마리티무전에서 두 골을 넣었다. 하메스는 아흘 후인 아카데미카 드 코임브라전에서도 득점자 명단에 이름을 올렸다. 브라가전의 90분에도, 하메스는 쐐기골을 쏘아 2-0 승리의 주인공이 되었다. 모레이렌스전에서도, 그는 같은 콜롬비아인 작손 마르티네스의 한 골을 도왔다.
시즌 후반기를 앞두고, 하메스는 힘줄 부상을 당해 기량을 유지하는데 어려움을 겪었다. 나시오날전에서, 그는 또다시 힘줄 부상으로 전반전이 끝나면서 교체되었다. 이 부상으로 그는 한 달간 활동하지 못했다. 2013년 2월 1일, 포르투는 앞서 2010년 11월에 €2.5M의 지분을 매각했던 골 푸트발 룩셈부르크로부터 €8.57M에 (디에고 레예스의 €3.5M에 매각하는 대가로) 30%의 지분을 다시 사들였다.
하메스는 2-0으로 이긴 베이라-마르전에서 70분에 경기장에 돌아왔는데, 그는 한 달도 넘게 부상으로 경기에 나가지 못했었다. 말라가와의 UEFA 챔피언스리그 16강 1차전에서, 하메스는 60분에 교체로 들어갔다. 그는 1-0으로 앞서나가는 상황에서 변화를 주지는 못했고, 아직 몸상태에 문제가 있었지만, 하메스는 포르투의 공격에 큰 변화를 주었다. 복귀 후 두 번째 경기인 히우 아브 전에서, 하메스는 날카로운 크로스로 골을 도왔다. 그의 다음 리그 경기 후, 그는 이스토릴전에서 코너킥으로 골을 도와 2-0 승리에 일조했다. 이 경기는 하메스가 두 달만에 처음으로 선발 출전한 경기였다. 하메스는 말라가와의 UEFA 챔피언스리그 2차전 경기에서도 후보 선수로 시작해, 수비수 퇴장으로 포르투가 10명의 숫적 열세에 몰리기 전까지 출전하지 못했다. 포르투는 경기에서 패하고 비토르 페레이라 감독은 경기에서 지고 크게 질타를 받았는데, 하메스가 포르투 전술의 핵인데도 불구하고 선발로 출전하지 못했는가에 대한 질문을 받았고, 그리했을 경우 더 강한 선수단이 되었을 것이라는 평가도 받았다. 하메스도 자신이 "완전한" 상태라고 말하며 (활약에 큰 어려움이 없었다고도 덧붙여) 실망을 표의했다. 그러나, 그는 감독의 의견을 존중하고 이해를 표명했다. 포르투는 UEFA 챔피언스리그에서 탈락했지만, 하메스는 그 시즌 대회에서 두 번째로 가장 많은 반칙을 당한 선수가 되었다.
하메스는 1-1로 비긴 마리티무전에서도 골을 신고했다. 맨체스터 유나이티드가 하메스를 영입하기 위해 €30M을 제의한 것이 밝혀졌지만, 포르투는 제의 금액이 부족하다고 거절했다. 하메스는 타사 다 리가 2012-13 준결승전에서 대회 첫 경기를 치러 페널티킥으로 넣었다. 포르투는 4-0으로 이겨 결승전에 진출했다. 하메스는 브라가를 상대로 최우수 선수로서의 활약을 펼쳤는데, 첫 골을 넣고, 두 골을 각각 일반 상황과 코너킥 상황에서 도와 3-1 승리를 견인했다. 하메스는 비토리아 드 세투발전에서 한 골을 도와 2-0 승리에 일조했다. 그는 3-1로 이긴 나시오날 전에서도 선제골을 넣었다.
파수스 드 페헤이라와의 시즌 최종전에서, 하메스는 구역 내에 넘어져 페널티킥을 얻었는데, 포르투는 이에 힘입어 리그 3연패를 달성했다. 그는 2012-13 시즌에 24번의 리그 경기에 나서서 10골 13도움을 기록하는 것으로 마쳤다. 모든 대회를 통틀어, 그는 32경기에서 13골을 넣고 15번의 도움을 주었다. 리그 우승으로, 21세의 하메스는 포르투에 합류한 지 3년만에 8번째 우승컵을 수집했다.

### 모나코
2013년 5월 25일, 하메스는 프랑스의 모나코에 €45M에 이적할 것임이 발표되었고, 그의 이적은 전 팀동료 헐크의 이적에 이어 포르투갈 축구 역대 두 번째 최고 이적료를 기록했다. 하메스는 5년 계약을 맺고 2018년까지 구단과 동행하게 되었다. 이 이적으로 그는 구단 뿐만 아니라 리그 1 역사상 손꼽히는 높은 이적료로 이적을 감행한 것 외에도, 세계에서도 손꼽히는 높은 이적료를 기록했다.
하메스는 보르도 전에서 모나코 데뷔전을 치렀고, 이 경기에서 2-0으로 이겼다. 그는 모나코의 다음 리그 경기에서 부상의 위험을 피하기 위해 결장했다. 그는 바스티아와의 경기에서 처음으로 모나코의 공격에 직접 공헌했고, 이어서 두 골을 도와 3-0 승리를 견인했다. 생테티엔과의 그 다음 주 경기에서, 하메스는 두 골을 모두 도와 2-1 승리에 공헌하는 최우수 선수로서의 활약을 펼쳤다. 국가대표팀 휴식기 이후, 하메스는 2-2로 비긴 소쇼전에서 첫 골을 도왔다.
하메스는 에비앙전에서 모나코의 한 골을 도와 1-1로 경기를 끝냈다. 그는 2-0으로 이긴 렌과의 경기에서 마침내 모나코 이적 후의 첫 골을 기록하는데 성공했다. 하메스는 이어지는 니스와의 경기에서도 4분만에 골을 넣었고, 모나코는 경기를 3-0으로 이기며 지배했다. 하메스는 갱강전에서도 두 골을 모두 도와 2-0으로 이겼다. 그는 발랑시엔전에서 한 골을 추가해 모나코의 득점자 목록에 이름을 올렸지만, 경기는 1-2 패배로 끝났다.
하메스는 반과의 쿠프 드 프랑스 첫 경기에서 골과 도움을 모두 기록하며 3-2 승리에 일조하는 것으로 2014년을 시작했다. 2014년 리그 첫 경기인 몽펠리에전에서, 하메스는 한 골을 도왔다. 툴루즈 원정에서는 크로스로 추가골을 도와 2-0 승리에 일조했다. 하메스는 바스티아전에서 모나코 이적 후 처음으로 두 골을 넣었고, 이 경기는 2-0 승리로 끝났다. 랭스와의 경기 막판 몇 초를 남기고 하메스의 슛이 골대에 맞자, 동료 레뱅 퀴르자와가 쇄도해 튀어나온 공을 잡아 3-2 결승골을 넣었다.
프랑스 언론은 모나코에서의 첫 시즌을 인상적으로 보낸 하메스를 리그 1의 최고 선수"일 수도 있다"고 보도했지만, 자신은 리그에 완전 적응하는데 시간이 필요하다고 의견을 냈다. 국가대표팀 경기 주간 후, 하메스는 2-1로 이긴 소쇼전에서 모나코에서의 첫 페널티킥을 넣었다.
하메스는 첫 시즌을 우승컵 없이 마쳤지만, 모나코는 다음 시즌 UEFA 챔피언스리그 진출권을 확보했다. 개인적으로, 그는 리그 1 시즌의 팀에 이름을 올렸고, 리그 1 시즌 최다 도움도 기록했다.

### 레알 마드리드
"등번호는 의미가 없습니다. 저는 역사를 쓰고 마드리드 팬들에게 행복을 가져다 주고 싶습니다. 이 구단은 승리하는 습관이 있는 구단이고, 저는 정신적으로도 신체적으로도 준비됐습니다. 많은 거물들과 함께할 수 있어 영광이고, 저는 모두로부터 많은 것을 배울 수 있으리라 장담합니다. 저는 항상 레알 마드리드를 추종했고, 항상 이 곳에서 활약하는 것을 꿈꿔 왔습니다. 저는 여기까지 오기까지 많은 점에서 고생했고, 그 후에 맛본 성공을 훨씬 좋습니다. 저는 이 날을 잊지 않을 것입니다. 저는 근면하며, 훈련에 잘 임할 것이며, 이 곳에서 행복을 자주 맛봤으면 합니다. 저는 압박감이 느껴진 다는 것은 알지만, 저는 이와 기꺼이 마주칠 준비가 됐습니다."

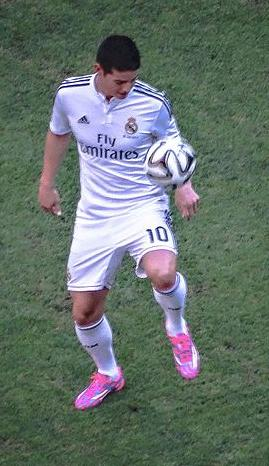
2014년, 레알 마드리드 입단식의 하메스

2014년 FIFA 월드컵의 경기 후 인터뷰에서, 하메스는 자신의 활약상에 레알 마드리드 이적에 관한 소문이 나자 이 구단에서 뛰는 것이 "인생의 꿈"이라고 말했으며, 그 구단이 자신의 "애정", "존경", 그리고 "열망"의 대상이라 언급하기도 했다.
2014년 7월 22일, 하메스는 스페인 구단과 비공개 이적료에 6년 계약을 맺으며 소문이 사실인 것을 확인지었으며, 이적료는 €80M으로 추산되었다.
그는 이번 이적으로 축구 역사상 최고 이적료 4위를 기록했고, 레알 마드리드 역사상 최고 이적료 3위에 올랐으며, 2013년 라다멜 팔카오가 €60M에 이적할 당시 세운 콜롬비아 선수 역대 최고 이적료 기록을 갈아치웠다. 그의 이적료에 쓰인 금액과 루이스 피구, 푸슈카시 페렌츠 등의 레알 마드리드의 전설적인 거물들이 사용했던 등번호 10번을 받았다는 점을 감안해, 하메스는 은하 군단 (Galácticos)의 일원으로 고려되었고, 선수는 유년 시절에 지네딘 지단을 존경하며 구단을 응원했던 것으로 알려졌다.
하메스의 입단식에 45,000명의 관중들이 환영하러 나왔다. 마드리드의 주서 콜롬비아 대사는 입단식에 연설하여 후안 마누엘 산토스 콜롬비아 대통령의 친서를 전달했는데, 하메스가 콜롬비아 축구 역사에 변화를 주었고, 전 국민이 그의 뒤를 추종한다는 내용이 있었다. 이어서 플로렌티노 페레스 레알 마드리드 회장이 자신의 연설을 하며 구단의 "애호가"이자 "오랜 지지자"이며 이 달을 잊을 수 없다고 말하며 자신의 꿈을 실현시켰다는 하메스를 환영했다.

#### 2014–15 시즌
하메스는 카디프 시티 스타디움에서 벌어진 세비야와의 UEFA 슈퍼컵 경기에서 데뷔전을 펼쳤는데, 레알 마드리드가 2-0으로 이겼다. 그는 72분을 뛰다가 이스코와 교체되어 나갔다.
8월 19일, 하메스는 아틀레티코 마드리드와의 수페르코파 데 에스파냐 1차전 경기에서 크리스티아누 호날두와 후반 시작과 함께 교체로 들어가 레알 마드리드 첫 골을 넣었다. 하메스는 바젤전에서 레알 선수로 UEFA 챔피언스리그 첫 경기를 치렀는데, 그는 네 번째 골에 공헌해 5-1 승리를 거두었다. 하메스는 며칠 후인 데포르티보전에서 첫 리그 골을 기록했고, 도움도 배급해 8-2 승리에 일조했다. 하메스는 11월 1일 4-0으로 이긴 그라나다전에서 두 골을 추가했는데, 한 골은 까다로운 각도에서 공이 지면에 닿기 전에 차넣은 것이었다.
하메스는 세비야전에서 선제골을 넣었지만, 반칙을 당한 후 오른발의 5번째 중족골 골절 부상을 당했다. 이후, 그는 즉시 수술이 필요한 것으로 밝혀졌고, 두 달동안 활동하지 못하게 되었다. 하메스는 4월 5일 그라나다전에 돌아와 두 골을 도와 9-1 승리에 공헌한 뒤 60분에 교체로 나갔다. 며칠 후, 하메스는 2-0으로 이긴 라요 바예카노전에서 복귀 후로는 처음으로 골맛을 보았다.

#### 2015–16 시즌
무득점으로 끝난 스포르팅 히혼과의 소속 구단의 시즌 개막전에서 벤치에만 앉아 대기만 한 후, 하메스는 레알 베티스전에서 최우수 선수의 활약을 펼치며 이 시즌 들어 처음으로 기여했다. 하메스는 프리킥과 가위차기로 2골을 넣었으며, 가레스 베일의 골을 돕기도 했다.
2015년 9월 8일, 페루와의 국제 친선경기에서, 하메스는 페루의 후안 마누엘 바르가스와 공을 경합하다가 충돌했다. 비록 그는 계속 경기에 임할 것으로 보여졌지만, 하메스는 심층 진단을 목적으로 경기에서 빠지게 되었다. 9월 10일, 레알 마드리드는 선수의 허벅지 근육이 충돌 도중 찢어졌다는 진단 결과를 발표했다. 하메스는 2015년 10월 27일까지 훈련을 재개하지 못했다.
그는 UEFA 챔피언스리그 2015-16을 우승하는 과정에 간간히 선발로 출전했다.

#### 2016-17 시즌
하메스는 16-17 '스페인 프리메라리가' 22경기에 나서 8골을 기록했다. 표면적으로 나쁘지 않지만 선발 출전이 13경기에 불과할 정도로 부족한 출전시간을 부여받았다. 하지만, 레알 지네딘 지단 감독과의 불화설까지 나온데다가 지난 2017년 6월 4일 열린 유벤투스와의 '유럽축구연맹(UEFA) 챔피언스리그' 결승전 출전 명단에 포함되지 못했다.

### 바이에른 뮌헨
2017년 7월 11일(한국시간) 하메스는 레알 마드리드를 떠나 바이에른 뮌헨으로 2년 임대 이적을 확정지었다.

### 에버턴
2020년 9월 7일 에버턴으로 이적하였다. 카를로 안첼로티 감독과 3번째 재회이다.

### 알라이얀
2021년 9월 22일 카타르 스타스 리그의 알라이얀으로 이적했다.
2022년 9월 15일 상호 합의 하에 계약해지로 결별했다.

### 올림피아코스
2022년 9월 15일 그리스 수페르리가 엘라다의 올림피아코스에 입단했다.
2023년 4월 13일 상호 합의 하에 계약해지로 결별했다.

### 상파울루
2023년 7월 29일 2년 계약을 맺고 캄페오나투 브라질레이루 세리이 A의 상파울루에 입단했다.

## 국가대표팀 경력

### 청소년 국가대표팀
하메스는 2007년 CONMEBOL U-17 선수권 대회에서 준우승을 차지한 콜롬비아 U-17 대표팀 일원이었으며, 그는 이 대회에서 3 골을 넣었다. 그는 콜롬비아의 2007년 FIFA U-17 월드컵 결선 토너먼트전 진출도 도왔지만, 나중에 대회 우승을 차지하는 나이지리아에게 졌다.
그는 콜롬비아 U-20 대표팀에 발탁되어 2011년에 열린 세 청소년 국가대항전에 나갔다: 투르누아 에스푸아 드 툴롱, CONMEBOL U-20 선수권 대회, 그리고 안방인 콜롬비아에서 열린 FIFA U-20 월드컵.
하메스는 2011년 투르누아 에스푸아 드 툴롱에서 2골을 넣고 3번의 도움을 주었다. 대회에서의 활약으로 그는 대회 최우수 선수로 선정되었고, 콜롬비아는 프랑스를 승부차기 끝에 제압했다. 하메스는 승부차기에서 득점을 기록한 선수들 중 한명이었다.
2011년 CONMEBOL U-20 선수권 대회에서는 3번 골을 도왔다. 2011년 FIFA U-20 월드컵에서는 훌륭한 지도자 자질과 능력을 보여주며 U-20 대표팀의 주장으로 참가했다. 대회에서 3골을 넣고 3번 골을 도운 후, 그는 국제적인 유망주로 관심을 끌었고, 그를 콜롬비아 성인 대표팀의 주축 유망주로 꼽았다. 콜롬비아는 멕시코와의 8강전에서 패했지만, 유럽의 대형 구단들의 관심을 받았고, 알렉스 퍼거슨 맨체스터 유나이티드 감독의 찬사를 받았다.

### 성인 국가대표팀

#### 2014년 FIFA 월드컵 예선전 및 친선전

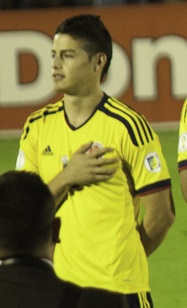
2013년 9월 10일, 우루과이와의 2014년 FIFA 월드컵 예선전에서 콜롬비아 선수로 출전한 하메스.

2011년 9월 29일, 하메스는 2011년 10월 11일에 치러질 볼리비아전을 앞두고 콜롬비아 성인 국가대표팀에 처음으로 차출되었다. 그는 막판에 포르투 동료 라다멜 팔카오가 막판에 득점할 수 있도록 돕는 맹활약을 펼처 경기 최우수 선수로 선정되었다. 호세 페케르만 신임 감독의 지휘 하에, 그는 2-0으로 이긴 멕시코와의 경기에서 두 골을 모두 띄워주었다. 그는 페루를 상대로 콜롬비아 국가대표 1호골을 기록했다. 콜롬비아는 경기에서 승리해 FIFA 월드컵 예선전 순위를 6위에서 5위로 올렸다.
하메스는 우루과이와의 2014년 FIFA 월드컵 예선전에서 1-0으로 앞선 상황에 두 골을 도와 3-0으로 만들었고, 경기는 4-0 낙승으로 끝났다. 하메스는 칠레 원정 경기에서 27미터 지점에서 공을 지면에 닿기 전에 차 넣어, 경기를 3-1 승리로 장식해, 예선 순위를 2위까지 끌어올렸다. 하메스는 파라과이와의 경기에서도 두 골로 연결시키는 도움을 기록해 2-0 승리를 견인했다. 콜롬비아의 연 마지막 친선경기에서, 하메스는 1-1 동점골을 도와 2014년 FIFA 월드컵 개최국 브라질과 콜롬비아가 비기게 했다.
하메스는 2013년 첫 경기이자 CONMEBOL 예선전 후반기를 볼리비아전으로 시작해, 최우수 선수로 이름을 올렸다. 그느 프리킥으로부터 연결된 두 번째 골도 기록해, 경기를 5-0으로 끝냈다.
남아메리카 예선 선두 아르헨티나전에서, 하메스는 부상을 당해 30분만에 교체되어 나갔다. 중상은 아니었지만, 하메스는 휴식을 취하게 되어 페루와의 며칠 뒤 경기에 나가지 못했다. 하메스는 1-0으로 이긴 에콰도르전에서 1-0 결승골을 넣어 FIFA 월드컵 예선 최종전에서 훌륭한 복귀전을 펼쳤다. 칠레와의 고전 끝에, 하메스는 두 번의 페널티킥을 기록해 1-3으로 밀리던 콜롬비아가 3-3으로 비기게 했다. 무승부를 추가한 콜롬비아는 16년만에 FIFA 월드컵 본선행을 확정지었다. 며칠 후, 하메스는 프리킥으로 선제골을 도와 파라과이 적지에서 2-1 승리를 챙길 수 있게 했다.
하메스는 2-0으로 이긴 벨기에와의 친선전에서 두 골을 모두 도와 플레이메이커로의 역할을 계속했다. 그는 경기 후 최우수 선수로 선정되었다. 며칠 후, 하메스는 0-0으로 비긴 네덜란드와의 경기에서도 또다시 경기 최우수 선수로 선정되었다. 하메스는 2014년 콜롬비아 대표팀 첫 경기에 선발로 출전해 튀니지를 상대로 페널티킥을 넣어 1-1로 비겼다. FIFA 월드컵을 앞두고 치른 마지막 친선경기인 요르단과의 평가전에서도 페널티킥으로 한 골을 추가해 3-0으로 이겼다.

#### 2014년 FIFA 월드컵
"저에게 있어 특별한 재능을 지닌 선수들은 평범함과는 차원이 다른 선수들입니다. 디에고 마라도나, 리오넬 메시, 루이스 수아레스, 하메스 로드리게스 - 그들이 자신을 특별하게 하는 재주를 가지고 이런 일들을 하지요. 저는 그가 FIFA 월드컵 최고의 선수라고 생각하고, 저는 과장하는 것이 아니라 생각합니다. 그는 젊은 선수입니다. 우리는 그의 영향력을 줄이려 했지만, 계속 앞서 나갔고, 자신의 존재감을 느끼게 했습니다. 바라건데, 그는 아직 젊기에, 그가 계속 선전하기를 빕니다. 축구는 이런 능력을 지닌 선수들을 필요로 합니다."
2014년 6월 2일, 하메스는 2014년 FIFA 월드컵에 참가할 콜롬비아의 23인 최종 명단에 이름을 올렸고, 등번호 10번을 사용하게 되었다. 대회 첫 경기인 그리스전에서, 하메스는 대표팀의 두 골을 도운 뒤 막판에 낮게 깔아 차 쐐기골을 넣어 3-0 승리를 견인하고 FIFA로부터 경기 최우수 선수로 선정되었다. 코트디부아르와의 두 번째 경기에서도 하메스는 인상적인 활약상을 이어나갔는데, 머리로 선제골을 넣고, 후안 페르난도 킨테로의 추가골을 도와 2-1 승리를 장식해 또다시 경기 최우수 선수로 뽑혔다. 일본과의 조별 리그 최종전에서는, 후반전에 교체로 들어가 작손 마르티네스의 두 골을 도운 뒤 스스로 4-1 승리에 쐐기를 박는 마지막 골을 기록했다. 조별 리그가 끝난 후, 하메스는 FIFA에 의해 대회 최고 선수로 올라 있었다.

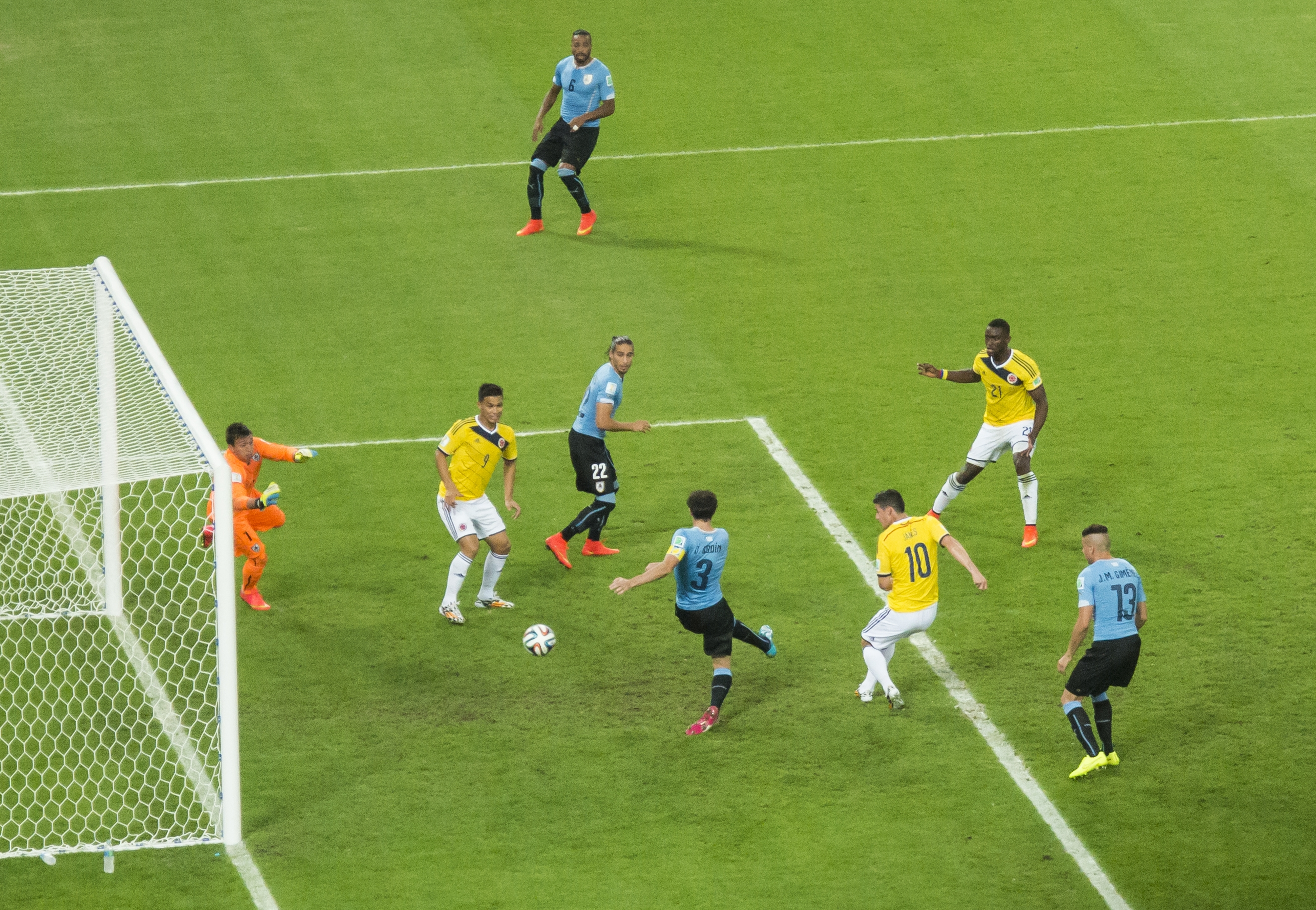
우루과이와의 16강전에서 두 번째 득점을 성공시키는 하메스

6월 28일, 하메스는 이스타지우 두 마라카낭에서 벌어진 우루과이와의 16강전에서 두 골을 모두 넣어 2-0으로 이기고 콜롬비아를 사상 첫 FIFA 월드컵 8강에 진출시켰다. 이 경기에서 두 골을 추가한 하메스는 2002년 대회의 호나우두와 히바우두 이래 대표팀이 참가한 1차전 경기부터 모두 득점을 올린 첫 선수가 되었다. 그가 지면이 닿기 전에 선제골로 차 넣은 골은 "FIFA 월드컵 역사상 최고의 골들 중 하나"라고 오스카르 타바레스 상대 대표팀 감독이 묘사했고, 그는 하메스가 "FIFA 월드컵의 최고 선수" 라고 평하기도 했다. 우루과이전에서 맹활약을 펼친 그는 이 대회에서만 네 번의 경기를 치러 세 번 FIFA로부터 경기 최우수 선수로 선정되었다. 대회 후, 이 경기에서 기록한 선제골은 FIFA에서 진행한 투표를 통해 400만명에 의해 대회 최고의 골로 선정되었으며, 연말에는 연간 최고의 골을 기록한 선수에게 주어지는 FIFA 푸슈카시상의 주인공이 되었다. 브라질과의 8강전에서는 대회 6호골을 뽑았는데, 그는 페널티킥으로 1골을 만회했지만, 콜롬비아의 1-2 패배를 막지 못했다. 분루를 삼키는 하메스는 브라질의 다비드 루이스가 위로했고, "그 [다비드]는 제가 훌륭한 선수라고 말했습니다. 진실은 많은 거물급 선수들이 절 포옹한 것은 행복하게 했습니다. 우리는 고개를 들고 응원해준 콜롬비아 팬들을 감사해야 합니다. 우리는 계속해서 신기록을 세워가는 와중이었기에 가슴이 아픕니다. 우리는 준결승전에 진출하기 위해 모든 것을 준비했지만, 우리는 위대한 상대랑 대결을 펼친 것이 자랑스럽습니다. 저는 우리가 최선을 다했기에 운 것입니다. 우리는 슬프지만 우리가 퍼부을 수 있는 것을 모두 퍼부었기에 대해 자랑스러워 해야 합니다." 루이스와 로드리게스는 유니폼을 교환하기도 했다. 하메스는 현지 관중들의 기립 박수를 받으며, 첫 FIFA 월드컵을 5경기에 출전해 6골 2도움을 기록한 것으로 끝냈다. 7월 11일, 그는 FIFA로부터 대회 최우수 선수에게 주어지는 골든 볼 후보 10인 목록에 이름을 올렸다. 그는 콜롬비아가 8강에서 탈락했는데도 불구하고 대회 최다 득점자에게 주어지는 골든 슈를 가져갔다. 대회에서의 활약으로, 그는 올스타 팀의 일원으로도 선정되었고, 캐스트롤의 성과 지수를 반영하여 FIFA 공식 웹사이트에 기재된 11인 명단에도 그의 이름을 올렸다. 아르헨티나의 축구 거물 디에고 마라도나는 리오넬 메시가 아니라 하메스가 대회 골든 볼을 탔어야 했다고 주장했다.

#### 2015년 코파 아메리카와 코파 아메리카 센테나리오

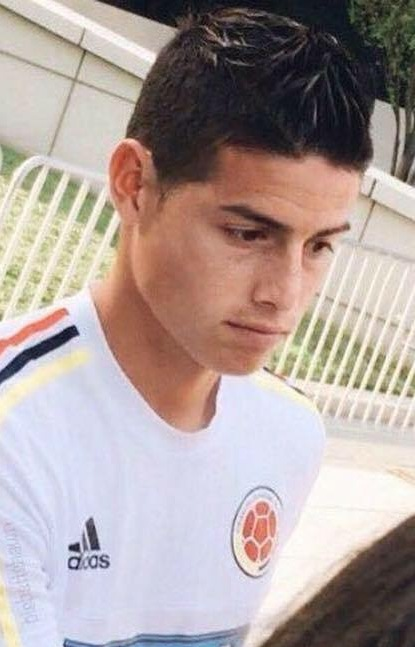
2016년 6월, 일리노이주 시카고에서 코파 아메리카 센테나리오를 앞두고 연습하러 가는 로드리게스

하메스는 칠레에서 열리는 2015년 코파 아메리카에 참가하기 위해 콜롬비아 대표로 차출됐는데, 그의 조국은 6월 27일, 아르헨티나와 득점 없이 비긴 후 승부차기에서 4-5로 패해 탈락했다.
이듬해 여름 하메스는 코파 아메리카 센테나리오를 앞두고 콜롬비아 국가대표팀에 차출되었고, 국가대표팀 주장으로 임명되었다. 6월 3일, 그는 미국과의 개막전에서 페널티킥 추가골을 넣어 2-0 승리를 이끌었지만, 부상으로 경기가 끝나기 전에 경기장을 나갔다. 비록 파라과이와의 다음 조별 리그 경기에 결장이 불가피할 것이라는 비관적인 전망이 나오기도 했지만, 그는 제때 복귀하여 선발로 출전해, 선제골을 돕고, 스스로 추가골을 넣어 2-1 승리를 견인해 조국의 대회 8강 진출을 확정지었다.

## 플레이스타일
최우수 신인 선수들 중 하나로 손꼽혔으며, 하메스는 다재다능한 선수로, 미드필더나 최전방에 이르는 다양한 역할을 수행할 수 있으며, 플레이메이커, 측면 공격수, 그리고 중앙 미드필더로 소속 구단과 국가대표팀에서 활약했었는데, 그는 인터뷰를 통해 공격수 후방의 공격형 미드필더로 수행하는 것을 선호한다고 밝혔다. 발놀림, 기술력, 시야, 그리고 전방 플레이메이커로서 동료에게 기회를 창출할 수 있는 능력으로 찬사를 받은 하메스는 고전적인 10번처럼 활약하며 저명한 전 콜롬비아의 축구인 카를로스 발데라마와 견주케 했다. 발데라마 또한 하메스를 자신의 "후계자"로 지목했다.
천부적으로 왼발잡이이지만, 하메스는 특유의 드리블 방식으로 경기를 전개해 나가는 데 양발을 모두 잘 쓴다. 그의 득점 능력은 2014년 FIFA 월드컵 기간동안 증명되었는데, 여기서 그는 콜롬비아의 8강 탈락에도 불구하고 골든 슈를 받았었다. 그는 프리킥을 전담하는데 정확하며, 경기장 어디에 있든지간에 위협적인 존재이다.

## 경력 통계

### 클럽
2023년 11월 2일 기준
| 클럽          | 시즌    | 리그 | 리그 | 컵   | 컵 | 대륙 | 대륙 | 기타1 | 기타1 | 합계 | 합계 |
| 클럽          | 시즌    | 출장 | 골   | 출장 | 골 | 출장 | 골   | 출장  | 골    | 출장 | 골   |
| ------------- | ------- | ---- | ---- | ---- | -- | ---- | ---- | ----- | ----- | ---- | ---- |
| 엔비가도      | 2007    | 8    | 0    | —    | —  | —    | —    | —     | —     | 8    | 0    |
| 엔비가도      | 2008    | 22   | 9    | —    | —  | —    | —    | —     | —     | 22   | 9    |
| 엔비가도      | 합계    | 30   | 9    | —    | —  | —    | —    | —     | —     | 30   | 9    |
| 반피엘드      | 2008–09 | 11   | 1    | —    | —  | —    | —    | —     | —     | 11   | 1    |
| 반피엘드      | 2009–10 | 30   | 4    | —    | —  | 8    | 5    | —     | —     | 38   | 9    |
| 반피엘드      | 합계    | 41   | 5    | —    | —  | 8    | 5    | —     | —     | 49   | 10   |
| 포르투        | 2010–11 | 15   | 2    | 7    | 3  | 9    | 1    | —     | —     | 31   | 6    |
| 포르투        | 2011–12 | 26   | 13   | 4    | 0  | 8    | 1    | —     | —     | 38   | 14   |
| 포르투        | 2012–13 | 24   | 10   | 6    | 1  | 8    | 1    | 0     | 0     | 38   | 12   |
| 포르투        | 합계    | 65   | 25   | 17   | 4  | 25   | 3    | 0     | 0     | 107  | 32   |
| 모나코        | 2013–14 | 34   | 9    | 4    | 1  | —    | —    | —     | —     | 38   | 10   |
| 레알 마드리드 | 2014–15 | 29   | 13   | 4    | 2  | 9    | 1    | 4     | 1     | 46   | 17   |
| 레알 마드리드 | 2015–16 | 26   | 7    | 1    | 0  | 5    | 1    | —     | —     | 32   | 8    |
| 레알 마드리드 | 2016–17 | 22   | 8    | 3    | 3  | 6    | 0    | 1     | 0     | 32   | 11   |
| 레알 마드리드 | 2019-20 | 8    | 1    | 3    | 0  | 2    | 0    | 1     | 0     | 14   | 1    |
| 레알 마드리드 | 합계    | 85   | 29   | 11   | 5  | 22   | 2    | 7     | 1     | 125  | 37   |
| 바이에른 뮌헨 | 2017-18 | 23   | 7    | 4    | 0  | 12   | 1    | -     | -     | 39   | 8    |
| 바이에른 뮌헨 | 2018-19 | 20   | 7    | 3    | 0  | 5    | 0    | -     | -     | 28   | 7    |
| 바이에른 뮌헨 | 합계    | 43   | 14   | 7    | 0  | 17   | 1    | -     | -     | 67   | 15   |
| 에버튼        | 2020-21 | 23   | 6    | 3    | 0  | -    | -    | -     | -     | 26   | 6    |
| 알 라얀       | 2021-22 | 12   | 4    | 3    | 1  | -    | -    | -     | -     | 15   | 5    |
| 알 라얀       | 2022-23 | 1    | 0    | -    | -  | -    |      | -     | -     | 1    | 0    |
| 알 라얀       | 합계    | 13   | 4    | 3    | 1  | -    | -    | -     | -     | 16   | 5    |
| 올림피아코스  | 2022-23 | 20   | 5    | 3    |    |      |      |       |       | 23   | 5    |
| 상파울루      | 2023    | 11   | 1    | -    | -  | 2    | 0    | -     | -     | 13   | 1    |
| 상파울루      | 합계    | 370  | 106  | 47   | 11 | 74   | 11   | 8     | 1     | 498  | 30   |

1 수페르코파 데 에스파냐, UEFA 슈퍼컵, 그리고 FIFA 클럽 월드컵 경기 포함.

### 국가대표팀 득점 기록
아래의 점수에서 왼쪽의 점수가 콜롬비아의 점수이다.
| #   | 날짜             | 경기장                                                          | 상대         | 점수 | 최종결과 | 대회                      |
| --- | ---------------- | --------------------------------------------------------------- | ------------ | ---- | -------- | ------------------------- |
| 1.  | 2012년 6월 3일   | 에스타디오 나시오날 델 페루, 리마, 페루                         | 페루         | 1–0  | 1–0      | 2014년 FIFA 월드컵 예선전 |
| 2.  | 2012년 9월 11일  | 에스타디오 모누멘탈 다비드 아레야노, 산티아고, 칠레             | 칠레         | 1–1  | 3–1      | 2014년 FIFA 월드컵 예선전 |
| 3.  | 2013년 9월 6일   | 에스타디오 메트로폴리타노 로베르토 멜렌데스, 바랑키야, 콜롬비아 | 에콰도르     | 1–0  | 1–0      | 2014년 FIFA 월드컵 예선전 |
| 4.  | 2014년 3월 5일   | RCDE 스타디움, 바르셀로나, 스페인                               | 튀니지       | 1–0  | 1–1      | 친선경기                  |
| 5.  | 2014년 6월 6일   | 에스타디오 페드로 비데가인, 부에노스아이레스, 아르헨티나        | 요르단       | 1–0  | 3–0      | 친선경기                  |
| 6.  | 2014년 6월 14일  | 미네이랑, 벨루오리존치, 브라질                                  | 그리스       | 3–0  | 3–0      | 2014년 FIFA 월드컵        |
| 7.  | 2014년 6월 19일  | 이스타지우 마네 가힌샤, 브라질리아, 브라질                      | 코트디부아르 | 1–0  | 2–1      | 2014년 FIFA 월드컵        |
| 8.  | 2014년 6월 24일  | 아레나 판타나우, 쿠이아바, 브라질                               | 일본         | 4–1  | 4–1      | 2014년 FIFA 월드컵        |
| 9.  | 2014년 6월 28일  | 이스타지우 두 마라카낭, 리우데자네이루, 브라질                  | 우루과이     | 1–0  | 2–0      | 2014년 FIFA 월드컵        |
| 10. | 2014년 6월 28일  | 이스타지우 두 마라카낭, 리우데자네이루, 브라질                  | 우루과이     | 2–0  | 2–0      | 2014년 FIFA 월드컵        |
| 11. | 2014년 7월 4일   | 카스텔랑, 포르탈레자, 브라질                                    | 브라질       | 1–2  | 1–2      | 2014년 FIFA 월드컵        |
| 12. | 2014년 10월 14일 | 레드불 아레나, 해리슨, 미국                                     | 캐나다       | 1–0  | 1–0      | 친선경기                  |
| 13. | 2015년 11월 12일 | 에스타디오 나시오날 데 칠레, 산티아고, 칠레                     | 칠레         | 1–1  | 1–1      | 2018년 FIFA 월드컵 예선전 |
| 14. | 2016년 3월 24일  | 에스타디오 에르난도 실레스, 라파스, 볼리비아                    | 볼리비아     | 1–0  | 3–2      | 2018년 FIFA 월드컵 예선전 |
| 15. | 2016년 6월 3일   | 리바이스 스타디움, 샌타클래라, 미국                             | 미국         | 2–0  | 2–0      | 코파 아메리카 센테나리오  |
| 16. | 2016년 6월 7일   | 로즈 볼, 패서디나, 미국                                         | 파라과이     | 2–0  | 2–1      | 코파 아메리카 센테나리오  |
| 17. | 2016년 9월 1일   | 에스타디오 메트로폴리타노 로베르토 멜렌데스, 바랑키야, 콜롬비아 | 베네수엘라   | 1–0  | 2–0      | 2018년 FIFA 월드컵 예선전 |
| 18. | 2017년 3월 23일  | 에스타디오 메트로폴리타노 로베르토 멜렌데스, 바랑키야, 콜롬비아 | 볼리비아     | 1–0  | 1–0      | 2018년 FIFA 월드컵 예선전 |
| 19. | 2017년 3월 28일  | 에스타디오 올림피코 아타우알파, 키토, 에콰도르                  | 에콰도르     | 1–0  | 2–0      | 2018년 FIFA 월드컵 예선전 |
| 20. | 2017년 6월 13일  | 콜리세움 알폰소 페레스, 헤타페, 스페인                          | 카메룬       | 1–0  | 4–0      | 친선경기                  |
| 21  | 2017년 10월 10일 | 에스타디오 나시오날, 리마, 페루                                 | 페루         | 1-0  | 1-1      | 2018년 월드컵 예선        |
| 22  | 2018년 10월 11일 | 레이먼드 제임스 스타디움, 탬파, 미국                            | 미국         | 1-0  | 4-2      | 친선경기                  |
| 23  | 2020년 11월 17일 | 로드리고 파스 델가도, 키토, 에콰도르                            | 에콰도르     | 1-4  | 1-6      | 2022년 월드컵 예선        |
| 24  | 2022년 3월 29일  | 폴리데포르티보 카차마이, 시우다드 과야나, 베네수엘라            | 베네수엘라   | 1-0  | 1-0      | 2022년 월드컵 예선        |
| 25  | 2022년 9월 24    | 레드불 아레나, 해리슨, 미국                                     | 과테말라     | 1-0  | 4-1      | 친선경기                  |
| 26  | 2023년 3월 24일  | 울산 문수 경기장, 울산, 대한민국                                | 대한민국     | 1-2  | 2-2      | 친선경기                  |
| 27  | 2023년 10월 12일 | 메트로폴리타노 로베르토 멜렌데즈, 바란퀴야, 콜롬비아            | 우루과이     | 1-0  | 2-2      | 2026년 월드컵 예선        |

## 기록

#### 엔비가도 (2006~08)
- 카테고리아 프리메라 B: 2007[144]

#### 반피엘드 (2008~10)
- 아르헨티나 프리메라 디비시온: 2009년 아페르투라[145]

#### 포르투(2010~13)
- UEFA 유로파리그: 2010–11[146]
- 프리메이라리가: 2010–11, 2011–12, 2012–13[146]
- 타사 드 포르투갈: 2010–11[146]
- 수페르타사 칸디두 드 올리베이라: 2010, 2011, 2012[146]

#### 레알 마드리드[147](2014~17, 2019-20)
- 라리가: 2016-17, 2019-20

- UEFA 챔피언스리그 우승 : 2015–16
- UEFA 슈퍼컵 우승 : 2014, 2016
- FIFA 클럽 월드컵 우승 : 2014

#### 바이에른 뮌헨(2017~19)
- 분데스리가 : 2017-18, 2018-19
- DFB-포칼 : 2018-19

#### 상파울루 (2023-)
- 코파 두 브라실 : 2023

#### 콜롬비아축구 국가대표팀(2011~)
- 투르누아 에스푸아 드 툴롱 : 2011[148][149]
- 코파 아메리카 3위 : 2016

### 개인
- 발롱도르 8위 : 2014
- 프리메이라리가 올해의 도약 선수: 2011–12[150]
- SJPF 이달의 선수상: 2012년 8월, 2012년 9월[151]
- 헤코르드 올해의 팀: 2012[152]
- 우 조구 올해의 팀: 2012,[153] 2013[154]
- 볼라 지 오우루 : 2012
- 리그 1 도움왕 : 2013–14[155]
- 리그 1 올해의 팀: 2013–14[73]
- AS 모나코 올해의 선수: 2013–14[156]
- 글로브사커 올해의 발굴 선수: 2014[157]
- 라리가 올해의 팀: 2014–15[158]
- 라리가 올해의 미드필더: 2014–15
- 라리가 올해의 골 : 2016
- 국왕컵 도움왕 : 2016-17
- UEFA 챔피언스리그 시즌의 스쿼드 : 2017-18
- 분데스리가 올해의 팀 : 2017-18
- UEFA 올해의 팀: 2015
- FIFA 푸슈카시 상: 2014

#### 국가대표
- FIFA 월드컵: 아디다스 골든 부트, 드림팀 (이상 2014)
- 2014년 FIFA 월드컵 대회의 골: 1–0 (2–0, 우루과이전)[118]
- 2014년 FIFA 월드컵 MoM: vs. 그리스, vs. 코트디부아르 (이상 조별리그), vs. 우루과이 (16강전)
- 2018년 FIFA 월드컵 MoM: vs. 폴란드 (조별리그)
- 코파 아메리카 대회 베스트 : 2019
- 2015년 코파 아메리카 MoM: vs. 페루 (조별리그)
- 코파 아메리카 센테나리오 MoM: vs. 파라과이 (조별리그)
- 2019 코파 아메리카 MoM : vs. 카타르 (조별리그)
- 투르누아 에스푸아 드 툴롱 최우수 선수: 2011[149]

#### 기타
- 아르헨티나 프리메라 디비시온 최연소 외국인 득점 (17세)[86]
- 새로 발견된 산호초가 그의 이름을 따 파라고르지아 자메시 (Paragorgia jamesi) 로 명명[159]

## 사생활
2015년, 포브스지는 로드리게스의 연간 수입이 $29M 정도인 것으로 추정했다.
2011년, 하메스는 콜롬비아 국가대표팀 동료인 다비드 오스피나의 누이 다니엘라 오스피나한테 장가를 갔고, 2013년 5월 29일에는 살로메를 득녀했다. 하메스는 독실한 크리스트 교도이기도 하다.

### 후원
초창기 남아메리카에서 활동할 당시, 하메스는 클라우스 페터 마이어 아디다스 수석 스카우터와 접촉했었다. 그는 간혹 아디다스의 다양한 광고에 출현하기도 했고, 네슬레 콜롬비아 지부에 시판하는 음료 "포니 말타", "클리어" 샴푸의 광고에도 출현했었다. 6골을 넣어 대회 최다 득점자로 골든 슈를 탄 2014년 FIFA 월드컵 이후, 아디다스는 하메스를 광고에 더 자주 등장시켰고, 전용의 황금 축구화를 발매해 그의 업적을 축하했고, 이 신성과 연계된 경기장내 제품의 종류도 증가했다.